# Parthenopolis (Chalkidike)
Parthenopolis (altgriechisch Παρθενόπολις) war eine antike Stadt auf der Halbinsel Chalkidiki in Zentralmakedonien.
Der antike Geograph Stephanos von Byzanz erwähnt Parthenopolis als eine Stadt in Mygdonien. Drei Meilen östlich des heutigen Dorfs Parthenonas auf dem Berg Itamos auf der Halbinsel Sithonia in der Präfektur Chalkidiki wurden Reste menschlicher Nutzung gefunden und 1990 von Julia Vokotopoulou (1939–1995) in Zusammenarbeit mit der 16. Ephorie für Prähistorische und Klassische Altertümer in Thessaloniki untersucht. Dabei wurde ein kleines, etwa 10 × 5 Meter messendes Heiligtum ausgegraben. Die ebenfalls ausgegrabenen Keramikfunde stammen aus der geometrischen und der archaischen Periode. Aufgrund der Inschrift Διός („des Zeus“) auf einer der Scherben schlossen die Ausgräber, dass das Heiligtum dem Zeus, wegen seiner Gipfellage dem Zeus Koryphaios („der Oberste“) geweiht war. Die Ausgräber glaubten, dass im Bereich des Fundortes am ehesten die von Stephanos von Byzanz erwähnte antike Siedlung Parthenopolis zu suchen sei. Doch wurde die Verbindung des Heiligtums von Parthenonas mit dem bei Stephanos genannten Parthenopolis infrage gestellt und gilt insgesamt als unsicher.